# Mantispa styriaca
Mantispa styriaca är en insektsart som först beskrevs av Nikolaus Poda von Neuhaus 1761.  Mantispa styriaca ingår i släktet Mantispa och familjen fångsländor. Inga underarter finns listade i Catalogue of Life.
Arten når en längd av ungefär 17 mm och ett vingspann av cirka 34 mm. Honan lägger cirka 8000 ägg på växtdelar. Efter kläckningen kan larverna röra sig fritt. De uppsöker under nästa vår den kokong som en vargspindel eller plattbuksspindel (sällan krabbspindel eller säckspindel) skapade för sina ägg. Efter nästa fas av metamorfosen kan larven leva som parasit på spindelns ägg. Den full utvecklade insekten jagar liksom andra familjemedlemmar.

## Bildgalleri

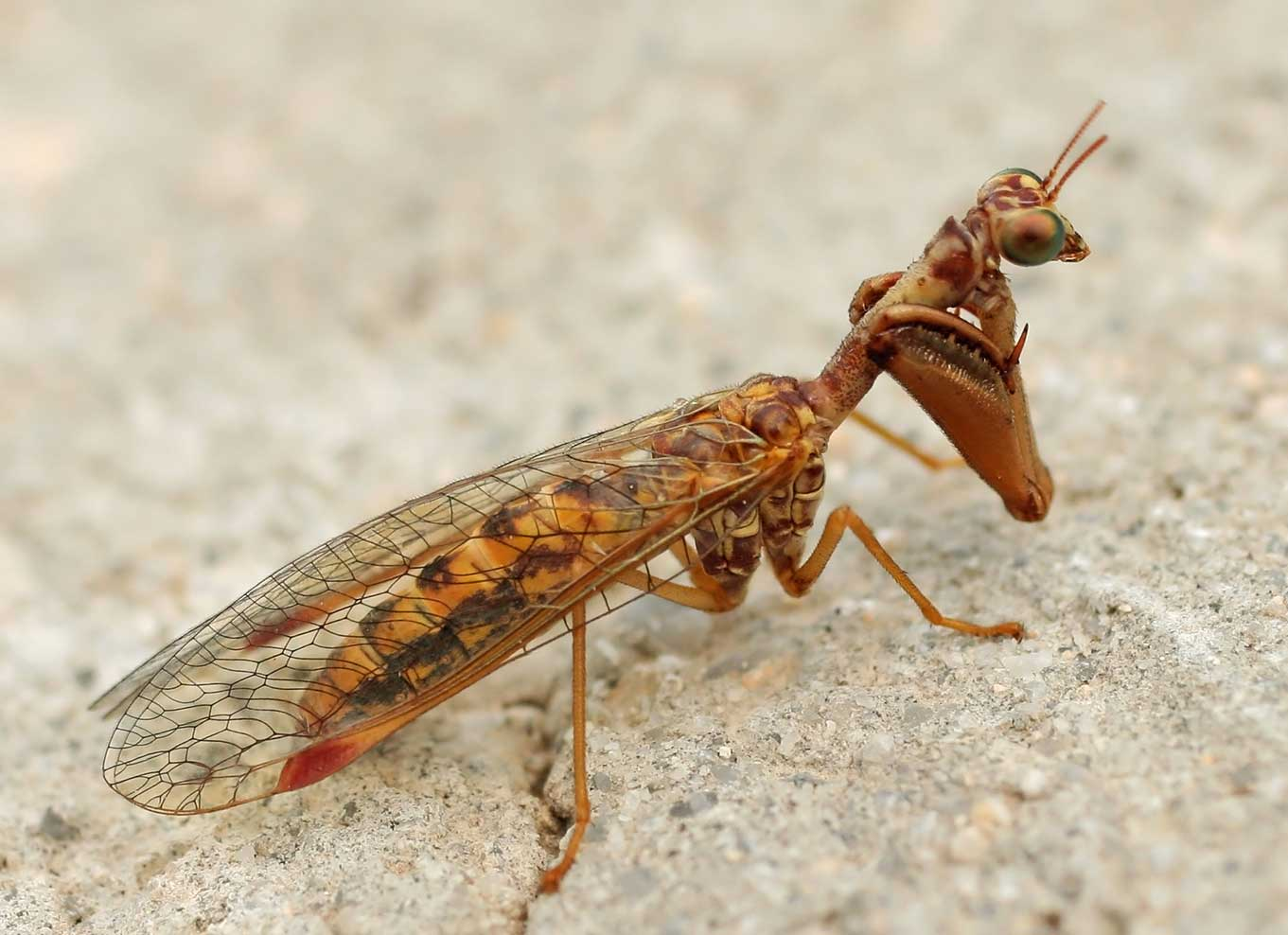
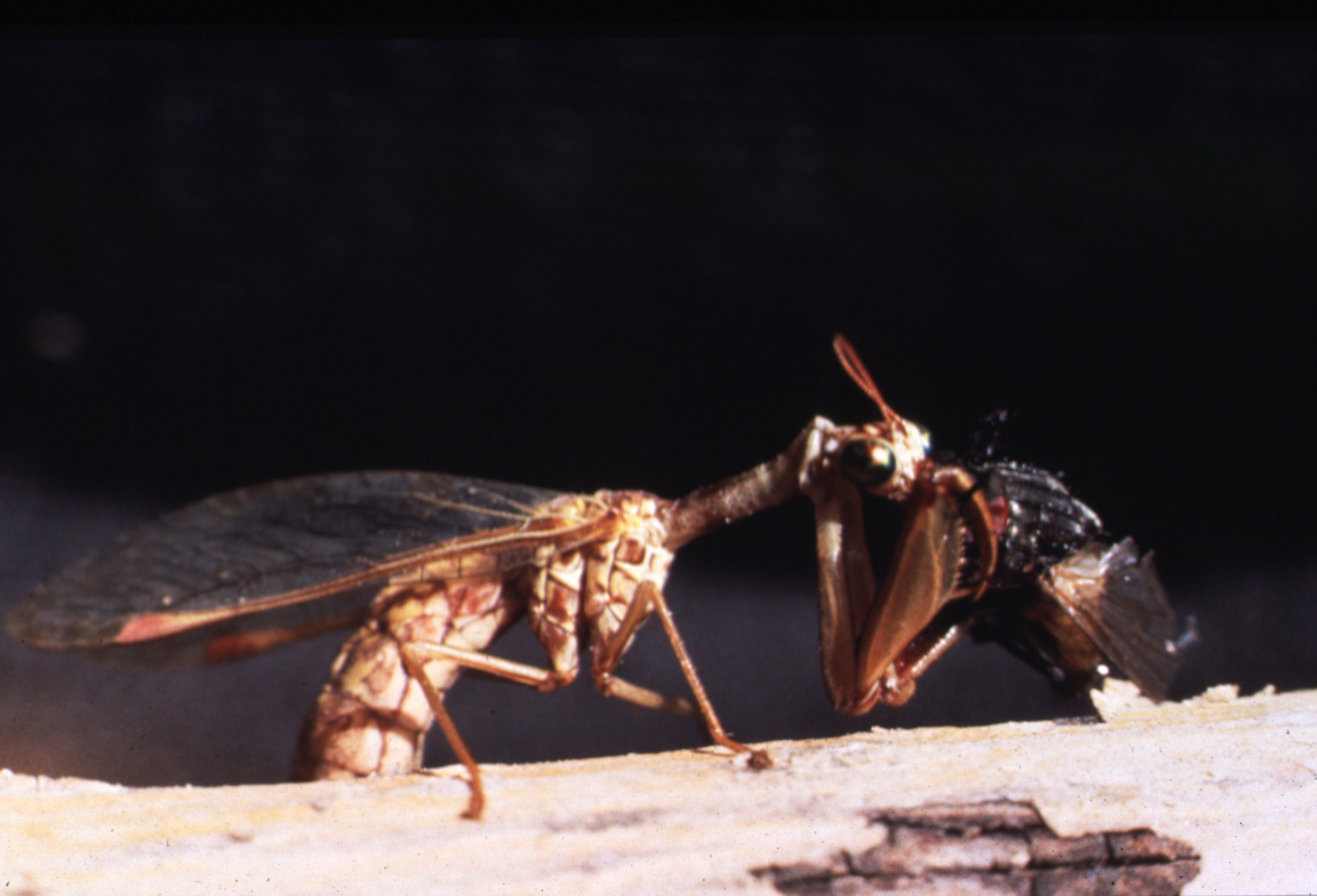
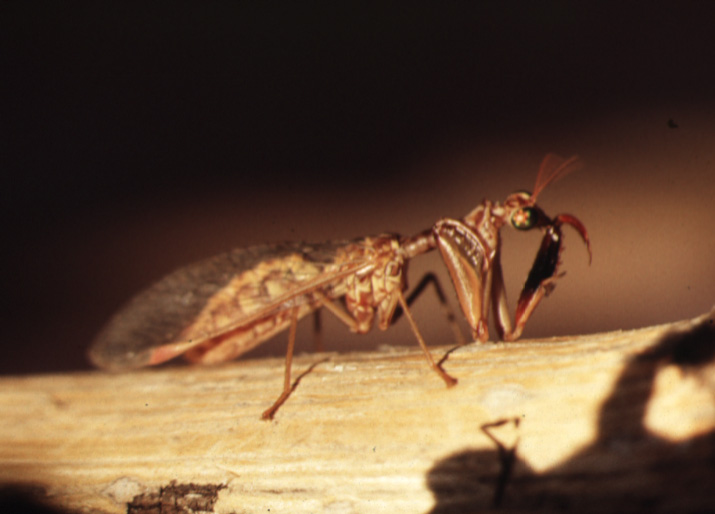
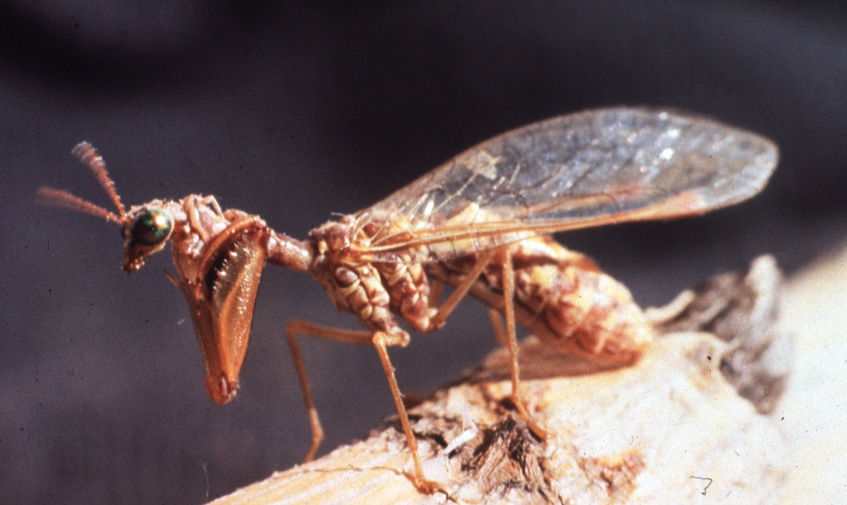
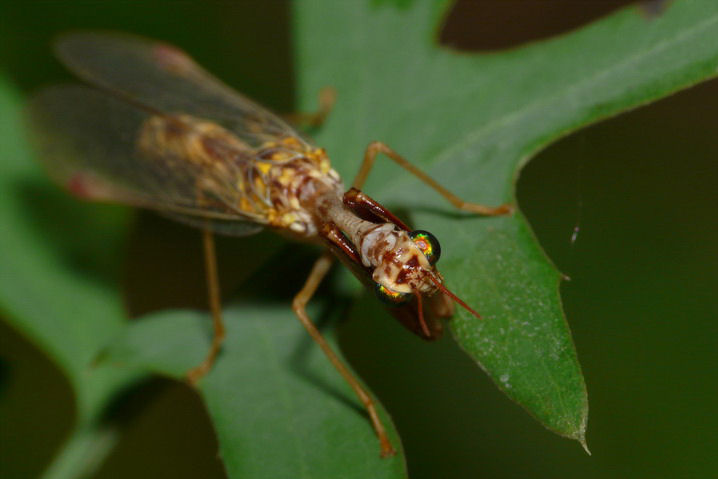
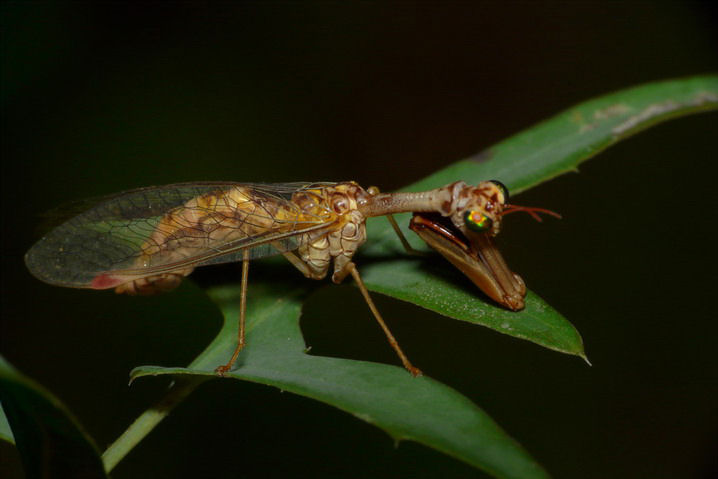